# منفيون (فلم 2004)
منفيون (بالفرنسية: Exils) هو فيلم مغامرات ودراما تم إنتاجه في فرنسا سنة 2004، من بطولة لبنى أزابال وروميان دوريس.

## القصة
خطيبان فرنسيان (زانو) و(نعيمة) يُقرّران الذهاب إلى بلد آبائهم الجزائر عبر إسبانيا.

## وصلات خارجية
- مقالات تستعمل روابط فنية بلا صلة مع ويكي بيانات

- منفيون على imdb
- منفيون على rotten tomatos